# Georg Bätzing

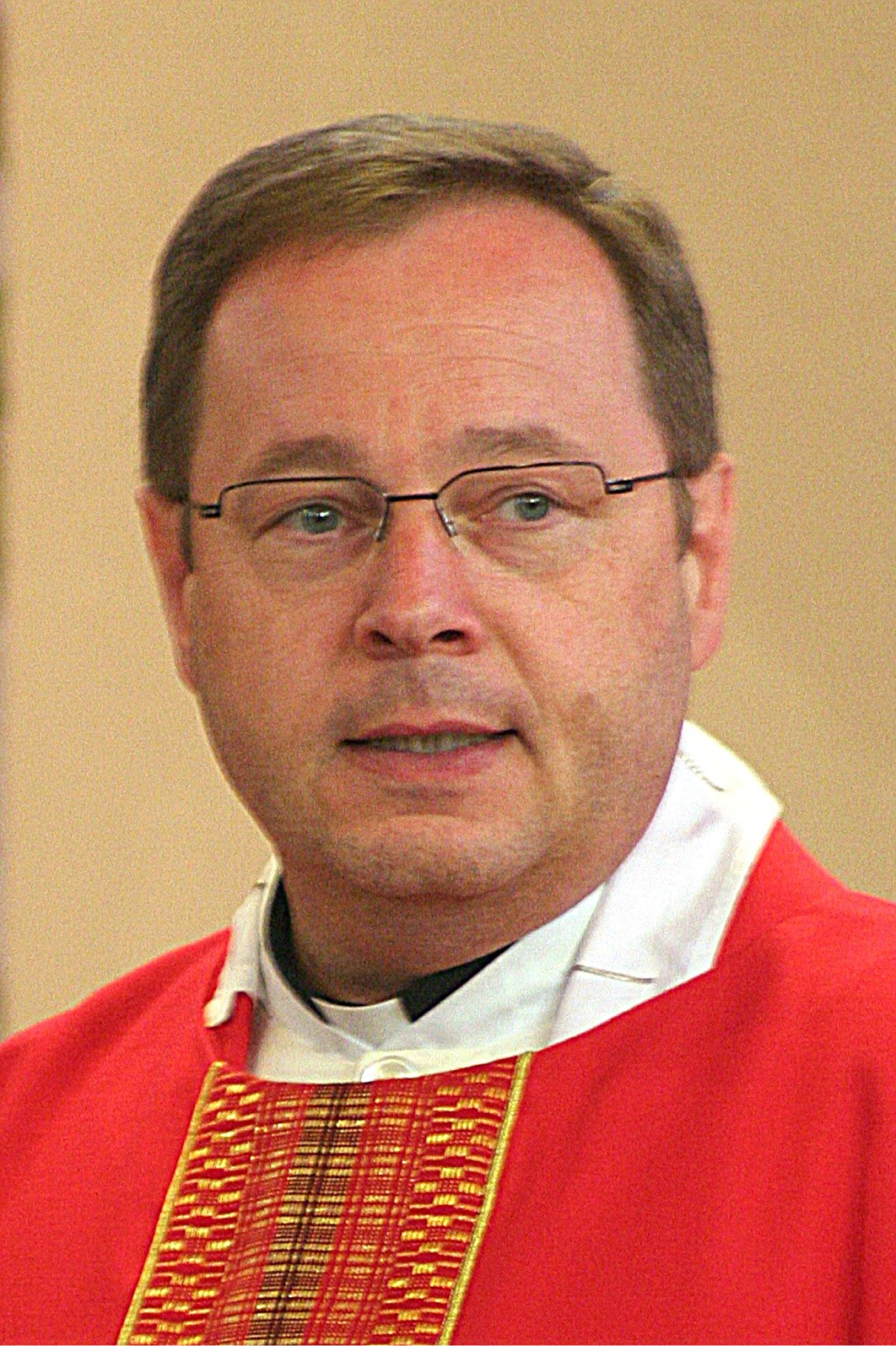
Georg Bätzing (2009)

Bischofswappen von Georg Bätzing. Der Wahlspruch Congrega in unum – „Führe zusammen“ entstammt dem Trierer Pilgergebet zur Heilig-Rock-Wallfahrt; darin wird das ungeteilte Gewand Jesu (Joh 19,23–24 EU) zum Symbol für die Einheit der Kirche.

Georg Bätzing (* 13. April 1961 in Kirchen (Sieg)) ist ein deutscher katholischer Geistlicher. Seit dem 18. September 2016 ist er Bischof von Limburg. Seit dem 3. März 2020 ist er zudem Vorsitzender der Deutschen Bischofskonferenz.

## Leben
Aufgewachsen ist Georg Bätzing als Sohn eines Bahnangestellten und einer Hausfrau in Niederfischbach (Kreis Altenkirchen), einem Ort auf der Trierischen Insel, einer Exklave des Bistums Trier, die vom Erzbistum Köln, dem Erzbistum Paderborn und dem Bistum Limburg umgeben ist. Bätzing, der sein Elternhaus als „durch und durch katholisch“ beschreibt, war Messdiener, sang im Kirchenchor, betätigte sich als Organist und arbeitete im Liturgiekreis seiner Heimatgemeinde.
Georg Bätzing ist ein Cousin der Politikerin Sabine Bätzing-Lichtenthäler.

### Seelsorgerische Tätigkeit
Nach dem Abitur im Jahr 1980 am Freiherr-vom-Stein-Gymnasium in Betzdorf trat er in das Bischöfliche Priesterseminar Trier ein. Das Studium der Theologie und Philosophie an der Universität Trier und der Universität Freiburg im Breisgau schloss er 1985 mit dem Diplom in katholischer Theologie ab. Ein Jahr später empfing er die Diakonweihe und absolvierte das Diakonatspraktikum in St. Wendel im Saarland. Am 18. Juli 1987 wurde er durch Hermann Josef Spital in Trier zum Priester geweiht und wirkte bis zum Jahr 1990 als Kaplan an der Wallfahrtskirche Maria Heimsuchung in Klausen und in der Pfarrei St. Josef in Koblenz. Anschließend trat er das Amt des Subregens im Bischöflichen Priesterseminar Trier an, welches er bis zum Jahr 1996 ausübte. Im selben Jahr wurde er mit einer dogmatischen Arbeit zu ekklesiologischen Aspekten des Läuterungsgedankens zum Doktor der Theologie an der Universität Trier promoviert und trat im Priesterseminar die Stelle als Regens an.
Neben seiner Tätigkeit als Regens war er zugleich verantwortlich für die Planung und Durchführung von Fortbildungsmaßnahmen für die Leiter von Priesterseminaren im deutschsprachigen Raum sowie Leiter des Euchariuswerkes, einer Gebets- und Fördergemeinschaft für geistliche Berufe im Bistum Trier. Darüber hinaus war er Vorsitzender des Stiftungsrates der August-Doerner-Stiftung, die Träger des Studienhauses St. Lambert in Lantershofen ist. Im November 2005 wurde er von Papst Benedikt XVI. zum Kaplan Seiner Heiligkeit (Monsignore) ernannt. Von 2002 bis 2012 war er geistlicher Beirat der Wochenzeitung im Bistum Trier Paulinus. Am 1. November 2012 ernannte Bischof Stephan Ackermann Bätzing zu seinem Generalvikar; er übernahm diese Aufgabe von Prälat Georg Holkenbrink, der das Amt seit 2005 ausübte und dann Offizial des Diözesangerichts wurde.

### Bischof von Limburg
Nach seiner Wahl durch das Limburger Domkapitel wurde Georg Bätzing von Papst Franziskus am 1. Juli 2016 als Nachfolger von Franz-Peter Tebartz-van Elst zum 13. Bischof von Limburg ernannt.
Bischofsweihe und Amtseinführung fanden am 18. September 2016 statt. Hauptkonsekrator war der Kölner Erzbischof Rainer Maria Kardinal Woelki, Mitkonsekratoren waren der bisherige Apostolische Administrator des Bistums Limburg, Weihbischof Manfred Grothe, sowie der Trierer Bischof Stephan Ackermann.
Am 8. Juni 2022 stellte Bätzing den Bischofsvikar und Regens des Priesterseminars Christof May von allen Ämtern frei, nachdem Vorwürfe wegen übergriffigen Verhaltens gegen diesen erhoben worden waren. Am Tag nach einer Anhörung durch Bätzing wurde May tot aufgefunden. Wie lange die Vorwürfe gegen den Regens bekannt waren, ließ das Bistum Limburg offen.

### Bischofswappen
Das rote Kreuz auf silbernem Grund im linken Feld des Bischofswappens von Georg Bätzing ist das Wappen seiner Heimatdiözese Trier und Teil des Limburger Bistumswappens. Der Drache mit aufliegendem Schwert im roten Feld daneben steht für den heiligen Georg, den Patron des Bistums Limburg und Namenspatron des Bischofs. Das silberne Füllhorn mit Silbererz in dem blauen unteren Feld ist dem Wappen von Bätzings Heimatgemeinde Niederfischbach entnommen. Es soll die Arbeit der Menschen im einstigen Bergbau dieses Ortes symbolisieren und – so eine mögliche Auslegung – die Mühen in der Kirche andeuten, den Glauben an Gott zu wecken und wachzuhalten. Das Vortragekreuz hinter und der Prälatenhut über dem Wappen zeigen an, dass es zu einem Kirchenmann gehört.

## Überdiözesane Aufgaben

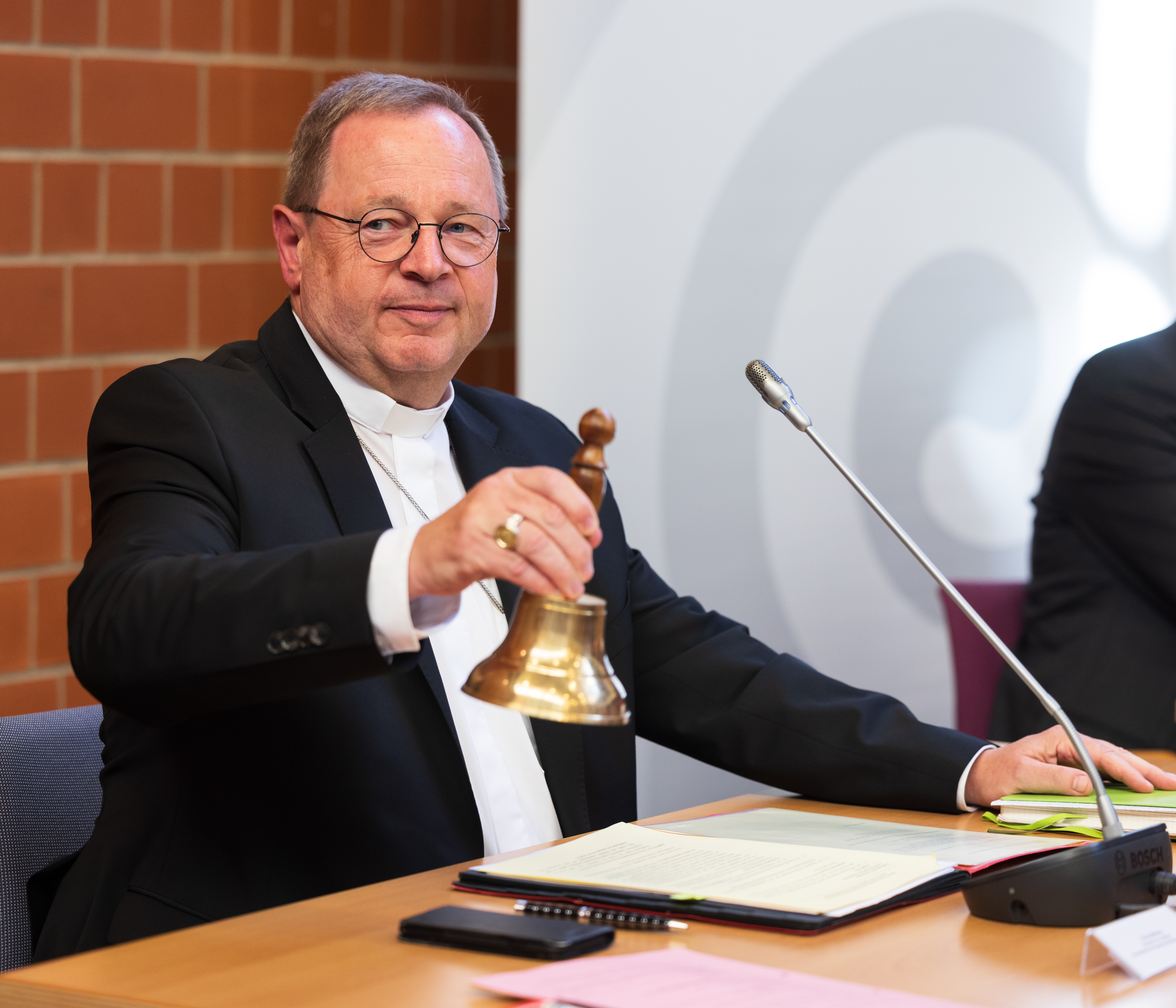
Bätzing als Vorsitzender der Deutschen Bischofskonferenz bei der Herbstvollversammlung 2023 in Wiesbaden

Die Mitglieder der Deutschen Bischofskonferenz wählten Bätzing am 20. September 2016 zum Vorsitzenden der Unterkommission für den Interreligiösen Dialog der Kommission Weltkirche der Deutschen Bischofskonferenz.
Auf der Frühjahrsvollversammlung der Deutschen Bischofskonferenz in Mainz wurde Georg Bätzing am 3. März 2020 zum Vorsitzenden der Bischofskonferenz gewählt. Er folgt damit Kardinal Reinhard Marx, der nicht mehr zur Wahl antrat, im Amt nach.
Als Vorsitzender der Bischofskonferenz wurde er 2020 in Nachfolge von Kardinal Marx auch einer der beiden Präsidenten des Synodalen Weges, den die Deutsche Bischofskonferenz und das  Zentralkomitee der deutschen Katholiken von 2019 bis 2023 durchführten.
Georg Bätzing nahm als Vertreter der deutschen Bischöfe an den Sitzungen der Weltsynode im Oktober 2023 und Oktober 2024 in Rom teil.

## Positionen (Auswahl)

### Zölibat
Im Februar 2019 erklärte Bätzing, der Zölibat der Priester sollte keine Pflicht, sondern künftig freiwillig sein. Der Zölibat als Lebensform bleibe jedoch weiterhin wertvoll, denn „so hat Jesus gelebt. Als Priester will ich nicht nur Funktionär und Beamter sein, sondern will eigentlich in seinen Fußstapfen gehen.“ Bätzing äußerte sich kritisch dazu, dass Frauen in der römisch-katholischen Kirche von den Weiheämtern ausgeschlossen sind.

### Homosexualität
Am 14. April 2020 befürwortete Bätzing die öffentliche Segnung gleichgeschlechtlicher Paare. Im Dezember 2020 plädierte Bätzing für eine Änderung des Weltkatechismus beim Thema Homosexualität. Im September 2023 forderte Bätzing den Vatikan auf, die Priesterweihe für homosexuelle Männer zu ermöglichen.

### Frauen in Weiheämtern
Am 18. September 2020 sprach sich Bätzing für den Zugang von Frauen zu Weiheämtern aus: „Das Diakonat für Frauen halte ich für sehr legitim.“ Neben dem Diakonat setzt sich Bätzing auch für die Priesterweihe von Frauen ein. Beim Evangelischen Kirchentag 2025 erklärte er: „Ich wünsche es mir und ich tue alles dafür“. Die Frauenordination sei ein „Gebot der Gerechtigkeit“. Frauen müssten auch in der katholischen Kirche Leitungsverantwortung übernehmen können.

### Kindesmissbrauch
Im September 2021 reagierte Bätzing nach Einschätzung einiger Medien „verhalten“ und mit „vorsichtiger Skepsis“ auf die Entscheidung von Papst Franziskus, den Erzbischof von Köln, Kardinal Rainer Maria Woelki, nach Abschluss einer Apostolischen Visitation im Erzbistum Köln, die wegen einer dortigen Krisensituation im Zusammenhang mit fehlerhaften Umgang mit Fällen sexueller Gewalt erfolgt war, im Amt zu belassen. Bätzing zog dabei Parallelen zum Vorgehen des Heiligen Stuhls im Fall seines Vorgängers als Bischof von Limburg, Franz-Peter Tebartz-van Elst.

### Ukraine
Im Dezember 2022 erklärte Bätzing bezüglich des russischen Überfalls auf die Ukraine und der dortigen Kampfhandlungen, dass Waffenlieferungen „wohl oder übel“ zu einer christlichen Hilfe für die Ukraine gehörten. Zugleich forderte er, es müsse auch jetzt schon über den Frieden geredet werden. Bätzing griff dabei auch die russisch-orthodoxe Kirche an; deren Verantwortliche ließen sich „in die Propagandamaschine“ der russischen Staatsführung einspannen.

### AfD
Am 25. September 2023, vor Beginn der Herbstvollversammlung der Deutschen Bischofskonferenz, äußerte Bätzing, es sei „problematisch, sich in der AfD zu engagieren und eine Aufgabe in der Kirche“ auszuüben, das passe „alleine schon vom christlichen Menschenbild nicht zusammen“ und so werde die Kirche unglaubwürdig. Die Menschen müssten „gegen die AfD aufstehen“, forderte Bätzing. Für die Bischofskonferenz erklärte Bätzing auf der abschließenden Pressekonferenz, sie nehme das Erstarken der Partei „Alternative für Deutschland“ (AfD), die zunehmend (rechts-)extreme und demokratiefeindliche Positionen vertrete, mit großer Sorge wahr, ebenfalls die Beobachtung, dass extremistische Positionen immer unverhohlener öffentlich geäußert würden. „Wir Bischöfe werben dafür, dass unser Land kein alternatives Deutschland wird, das fremdenfeindlich, antieuropäisch und nationalistisch wird.“ Im Mai 2024 sprach Bätzing sich erneut gegen die AfD aus, „weil sie in erheblicher Weise unser rechtsstaatliches, demokratisches Gefüge stören“. Georg Bätzing sprach sich vor den Landtagswahlen in Ostdeutschland 2024 erneut gegen die AfD aus. Er sagte: „Diese Partei will unser demokratisches, freiheitliches System umstürzen. Davor muss ich Christinnen und Christen warnen.“ Der Bischof kritisierte weiterhin das BSW in Bezug auf dessen Haltung zu Wladimir Putin mit Verweis auf den Russland-Ukraine-Krieg.

## Schriften
- Die Eucharistie als Opfer der Kirche. Johannes Verlag, 1986, ISBN 3-89411-083-X.
- Kirche im Werden – Ekklesiologische Aspekte des Läuterungsgedankens. In: Trierer theologische Studien. Band 56. Paulinus, Trier 1996, ISBN 3-7902-1284-9 (Dissertation).
- Such-Bewegungen – Gottes Wirklichkeit entdecken und bezeugen. Paulinus, Trier 2000, ISBN 3-7902-0087-5.
- Helfer im Einsatz Gottes – Worte zur Priesterweihe und Primiz. Paulinus, Trier 2001, ISBN 3-7902-0089-1.
- Der Kreuzweg Jesu Christi. Paulinus, Trier 2003, ISBN 3-7902-0145-6.
- Bleib doch bei uns, Herr! – Geistliche Impulse zum Verständnis der Eucharistie. Paulinus, Trier 2005, ISBN 3-7902-0147-2.
- Das Leben ausloten – Glaubensimpulse entlang des Kirchenjahres. Paulinus, Trier 2006, ISBN 3-7902-0065-4.
- Gott der kleinen Leute – Biblische Impulse für die Fastenzeit. Paulinus, Trier 2007, ISBN 978-3-7902-0072-0.
- Es gibt keine größere Liebe – Impulse zum Kreuzweg Jesu Christi. Paulinus, Trier 2007, ISBN 978-3-7902-0079-9.
- mit Albert Käuflein und Horst Krahl: Nachgefragt – Hilfen zum Verständnis des christlichen Glaubens. Band 1. Paulinus, Trier 2008, ISBN 978-3-7902-0077-5.
- Beten üben. Anleitung zu einer christlichen Gebetspraxis (2009)
- Das Trierer Christusgebet. Entstehung, Auslegung und Praxis eines Elementes bistumseigener Gebetstradition (2010)
- Jesus Christus, Heiland und Erlöser – Impulse auf dem Weg der Erlösung. Paulinus, Trier 2011, ISBN 978-3-7902-1807-7.
- Pilgerbuch 2012 – Und führe zusammen, was getrennt ist. Paulinus, Trier 2012, ISBN 978-3-7902-1808-4.
- Kommt, wir beten ihn an! Impulsheft zur Feier des Ewigen Gebetes und für die eucharistische Anbetung im Zugehen auf die Heilig-Rock-Wallfahrt 2012, hrsg. vom Wallfahrtsbüro in Verantwortung von Georg Bätzing und Elisabeth Beiling (2011)
- In Verbindung bleiben. Säkularer Staat und Religionen. Altius Verlag, Erkelenz 2017, ISBN 978-3-932483-66-0.
- mit Stefan Orth: Rom ist kein Gegner. Warum die Kirche Reformen braucht. Herder, Freiburg 2024, ISBN 978-3-451-10271-4.